# Dương Phụ Thanh
Dương Phụ Thanh là một lãnh đạo cao cấp, ông nắm giữ tước vị là Phụ vương của Thái Bình Thiên Quốc, một nhà nước chống lại nhà Thanh trong lịch sử Trung Quốc. Ông là em trai Đông vương Dương Tú Thanh,ông đã lấy em gái của Bắc vương Vi Xương Huy là Vi Ngọc Quyên.Trong sự biến Thiên kinh nổi tiếng, gia đình ông đã rơi vào một bi kịch éo le đó là anh trai ông lại bị chính anh vợ ông là Vi Xương Huy giết chết, sau đó ông đã trốn đi và hội quân với Dực vương Thạch Đạt Khai để về báo thù.Sau đó khi sự biến thảm sát Vi phủ diễn ra nhạc phụ ông là Vi Nguyên Giới cùng các người khác trong Bắc vương phủ đều bị giết sạch,chỉ còn vợ ông là Vi Ngọc Quyên thì được Thừa tướng Hồng Tuyên Kiều cứu về nhưng cũng đã bị hóa điên vì quá hoảng sợ, con trai ông thì bị rơi vào tay em trai của Bắc vương là Vy Tuấn.Vào giai đoạn cuối của Thái Bình Thiên Quốc ông được coi là một trong những vị vương quan trọng nhất của Thái Bình Thiên Quốc khi mà quốc gia này đã có đến hơn 2000 người được phong vương.